# 罗水女子桥
罗水女子桥，位于湖南省汨罗市大荆镇黄道村（原古仑乡），跨汨罗江罗水的支流蓝向河
。传古代一女子乞讨在此处求渡遭拒之后，募捐修成此桥
，因此得名“女子桥”。据桥上碑文，桥于明朝万历三十七年（1669年）重修。2002年5月被公布为湖南省文物保护单位

。

## 结构
桥为三孔半圆等跨薄拱三券桥，以花岗石砌筑，长33米、宽5米，高8米。三孔拱跨8米。两桥墩为分水尖金刚墙式，长8米，宽2米，为湖南省内具地方特色的古代石券桥。

## 馀石桥
因石料有多余，又在下游建了一座“馀石桥”，现已不存。

## 引用
1. ↑  .   [2020-08-31]. （原始内容存档于2020-11-26）.
2. ↑   王邦杰 (编). . 湖南科学技术出版社. ISBN 9787535765758 （中文）.
3. ↑  徐勇. . 湖南日报 (长沙). 2011-08-03: T12 （中文）.
4. ↑   郭嵩焘. . 西会兰家洞水有女子桥……馀石桥者，盖因女子桥馀石成之